# HMS Shakespeare (P221)
El HMS Shakespeare (número de gallardet: P221) va ser un submarí de classe S de la Royal Navy britànica que va entrar en servei el juliol de 1942.
El submarí va estar inicialment actiu al teatre de guerra mediterrani, participant en els esdeveniments de l'operació Torxa, el desembarcament a Sicília i el desembarcament a Salern; a l'octubre de 1944 va ser transferit a Ceilan per participar en operacions contra l'Imperi Japonès al  teatre de l'Oceà Índic. Greument danyat en un enfrontament amb unitats japoneses el 3 de gener de 1945, el vaixell va ser considerat irreparable i, per tant, donat de baixa; el buc va ser enviat al desballestament el juliol de 1946.

## Disseny i descripció

Dibuix esquemàtic d'un submarí de classe S

Els submarins de classe S van ser dissenyats per patrullar les aigües restringides del Mar del Nord i del Mar Mediterrani. El tercer lot va ser lleugerament ampliat i millorat respecte al segon lot precedent de la classe S. Els submarins tenien una longitud total de 66,1 m, una mànega de 7,2 m i un calat de 4,5 m. Desplaçaven 865 tones llargues (879 t) a la superfície i 990 tones llargues (1.010 t) submergides. Els submarins de classe S tenien una tripulació de 48 oficials i rangs. Tenien una profunditat d'immersió de 91,4 m.
Per navegar en superfície, els vaixells eren propulsats per dos motors dièsel de 950 cavalls de potència (708 kW), cadascun dels quals accionava un eix d'hèlix. Quan estaven submergits, cada hèlix era impulsada per un motor elèctric de 650 cavalls de potència (485 kW) . Podien assolir els 15 nusos (28 km/h) a la superfície i els 10 nusos (19 km/h) sota l'aigua. A la superfície, els vaixells del tercer lot tenien una autonomia de 6.000 milles nàutiques (11.000 km) a 10 nusos (19 km/h) i 120 milles nàutiques (220 km) a 3 nusos (5,6 km/h) submergits.
Els vaixells estaven armats amb set tubs llançatorpedes de 21 polzades (533 mm). Mitja dotzena d'aquests estaven a la proa i hi havia un tub extern a la popa. Portaven sis torpedes de recàrrega per als tubs de proa per a un total de tretze torpedes. Es podien transportar dotze mines en lloc dels torpedes emmagatzemats internament. També estaven armats amb un canó de coberta de 3 polzades (76 mm). No se sap si el Shakespeare es va completar amb un canó antiaeri lleuger Oerlikon de 20 mil·límetres (0,8 polzades) o si se'n va afegir un més tard. Els vaixells de classe S del tercer lot estaven equipats amb un sistema ASDIC Tipus 129AR o 138 i un radar d'alerta primerenca Tipus 291 o 291W.

## Història

### Operacions a la Mediterrània
Amb la quilla col·locada el 13 de novembre de 1940 a la drassana Vickers-Armstrongs de Barrow-in-Furness, el vaixell va ser Avarat el 8 de desembre de 1941 amb la designació alfanumèrica de P221; el submarí va entrar en servei el 10 de juliol de 1942, realitzant entrenament i maniobres de prova a la zona del Firth of Clyde durant les setmanes següents. Traslladat a Lerwick, el vaixell va salpar en la seva primera missió de guerra el 15 d'agost, patrullant el mar de Noruega sense èxit fins al 26 d'agost; El 7 de setembre, el P221 va salpar en una nova missió, patrullant les aigües de la costa noruega com a escorta distant del comboi PQ18 cap a la Unió Soviètica, i després va tornar a Lerwick el 23 de setembre sense haver registrat cap contacte amb l'enemic.
L'11 d'octubre de 1942, el P221 va ser reassignat al teatre mediterrani i va salpar de Holy Loch amb destinació a Gibraltar, on va arribar el 21 d'octubre. La primera missió a les aigües mediterrànies va tenir lloc l'1 de novembre, quan el P221 va salpar de Gibraltar per patrullar les aigües d'Algèria per protegir els desembarcaments de l'operació Torxa, que va començar el 8 de novembre: el vaixell va dur a terme un reconeixement submergit via periscopi de les platges designades per al desembarcament de les unitats angloamericanes a la zona al voltant d'Alger, i després va patrullar el tram de mar entre Sardenya i Tunísia a la recerca d'unitats enemigues. El 16 de novembre, el P221 va dur a terme el seu primer atac, llançant quatre torpedes contra el mercant alemany Menes , que es dirigia a Bizerta escortat per la torpedinera italiana Clio: es van registrar dues explosions, però en realitat el Menes no va patir cap dany i el P221 va haver de fugir d'un atac de càrregues de profunditat del Clio. El vaixell va tornar a Gibraltar el 21 de novembre després de patir problemes amb el motor.

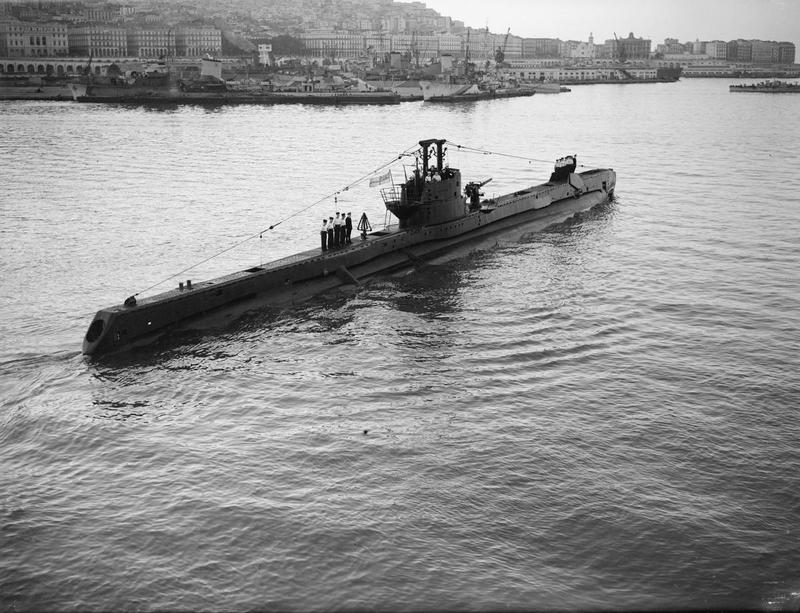
El Shakespeare a Alger a l'abril de 1943

El 7 de desembre, el P221 va haver de sortir de Gibraltar per dirigir-se a les drassanes de Sheerness per dur a terme les reparacions necessàries a la sala de màquines; les obres van continuar fins al 3 de març de 1943, quan el vaixell va tornar al servei. Per ordre de Winston Churchill, el vaixell va rebre un nom significatiu per distingir millor els submarins britànics dels submarins alemanys: el P221 va ser anomenat HMS Shakespeare en honor del poeta i dramaturg anglès del mateix nom, el segon vaixell de la Royal Navy que va portar aquest nom. L'11 de març, el Shakespeare va salpar de Portsmouth per tornar a Gibraltar, mentre patrullava el golf de Biscaia a la recerca de corredors de bloqueig alemanys.
Després d'arribar a Gibraltar el 24 de març, el Shakespeare va navegar cap a Alger i després va dur a terme una missió de patrulla davant la costa est de Sardenya a partir del 9 d'abril; el 13 d'abril va escapar per poc d'un atac aeri enemic i va tornar a Alger el 26 d'abril sense establir cap altre contacte. El 13 de maig, durant una nova missió de patrulla al mar Tirrè a l'est de Còrsega que havia començat el 8 de maig, el Shakespeare va enfonsar els petits vaixells pesquers italians Sant'Anna M. i Adelina a l'est de l'estret de Bonifacio utilitzant el seu canó de bord; una setmana més tard, el 20 de maig, el submarí va bombardejar amb el seu canó els hangars de l' aeroport de Calvi a Còrsega, sense infligir danys importants i submergint-se al cap de cinc minuts a causa del foc de resposta de les bateries costaneres italianes.
El 19 de juny de 1943, el Shakespeare va albirar el submarí alemany U-73 a les aigües al sud de Mallorca, però no va poder enfrontar-s'hi perquè posteriorment va ser bombardejat per error per avions aliats, que però no el van aconseguir impactar. Al juliol, el submarí va patrullar les aigües de Sicília durant els esdeveniments del desembarcament aliat a l'illa, abans de traslladar-se a la base de Malta; el 6 d'agost, mentre patrullava les aigües al nord d'Ústica, va intentar un atac amb torpedes contra dos creuers italians, l'Eugenio di Savoia  i el Raimondo Montecuccoli, però no va aconseguir encertar-los.
Entre el 30 d'agost i el 2 de setembre, el vaixell va dur a terme un reconeixement de la zona del golf de Salern com a preparació per a la invasió amfíbia de la Itàlia continental; el 7 de setembre, el Shakespeare va torpedinar i enfonsar el submarí italià Velella mentre navegava a 18 milles a l'est de Licosa: el Velella va ser l'últim submarí italià perdut a causa de l'acció aliada a la Segona Guerra Mundial, poques hores abans de l'anunci de la rendició d'Itàlia. Després de més missions de patrulla al mar Tirrè, el 18 d'octubre el Shakespeare va ser transferit a la base de Beirut per participar breument en operacions a la Mediterrània oriental; el 26 d'octubre va enfonsar el vaixell pesquer SYR 404/Aghios Konstantinos al mar Egeu, mentre que el 3 de desembre va bombardejar i enfonsar el vaixell pesquer Eleftheria davant de Kos.

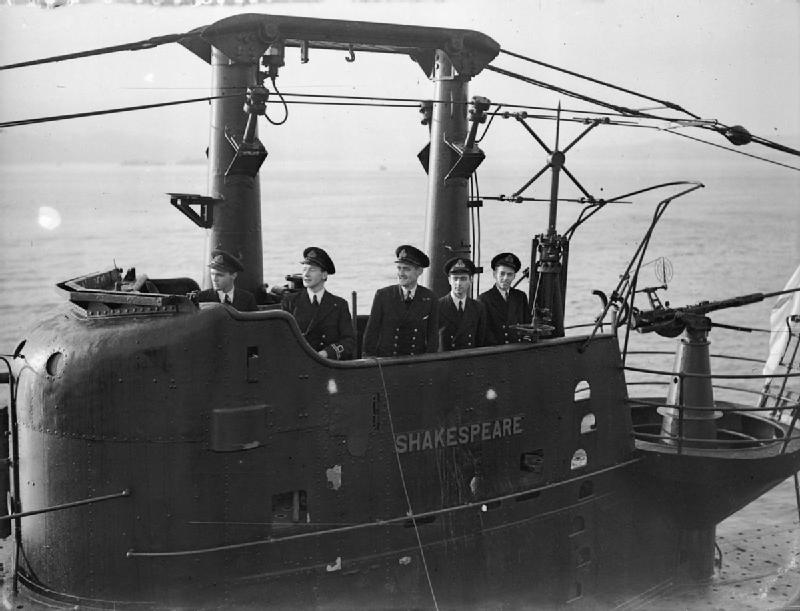
Vista de la torreta del Shakespeare durant el retorn del vaixell al Regne Unit al final del seu servei a la Mediterrània; el tercer oficial per l'esquerra és l'aleshores comandant del submarí, el tinent Michael Ainslie.

### Operacions a l'oceà Índic
El 17 de desembre, el submarí va tornar a Gibraltar, des d'on va navegar fins a Plymouth, on va ser sotmès a treballs de manteniment que van continuar fins al juny de 1944. El Shakespeare va passar els mesos següents participant en exercicis en aigües nacionals, excepte en una patrulla antisubmarins a les aigües a l'est de les illes Shetland entre el 17 i el 19 d'agost de 1944. El 3 d'octubre, el Shakespeare va ser assignat a operacions contra el Japó a l'oceà Índic i va arribar a la seva base a Trincomalee, a Ceilan, el 24 de novembre després d'un llarg viatge pel Mediterrani i el Canal de Suez.
El 20 de desembre, el Shakespeare va salpar de Tricomalee en la seva primera missió ofensiva a l'oceà Índic, patrullant les aigües de les illes Andaman; el 31 de desembre, el vaixell va atacar un comboi japonès a l'est de Port Blair, enfonsant el mercant Unryu Maru, de 2.515 GRT, amb torpedes i escapant il·lès dels atacs de càrrega de profunditat dels caçasubmarins japonesos Ch-34, Ch-35 i Ch-63.
El 3 de gener de 1945, encara davant de les illes Andaman, el Shakespeare va llançar quatre torpedes contra un petit mercant japonès que navegava sol, i com que no va aconseguir tocar-lo, va sortir a la superfície per atacar-lo amb el seu canó: l'objectiu, però, va resultar estar equipat amb una peça d'artilleria pròpia i va enfrontar-se al Shakespeare en un duel de canons ajustat. El xoc va atreure l'atenció d'un vaixell de guerra japonès (la identitat del qual no està clara, probablement el dragamines W-1 , Wa-3 o Wa-7), però el Shakespeare no va poder escapar perquè un obús del mercant havia perforat el seu resistent buc, cosa que va fer impossible la immersió. Es va produir un intens enfrontament a la superfície, durant el qual el foc del Shakespeare va silenciar el canó del mercant i va immobilitzar el vaixell de guerra japonès, però al final del qual el vaixell britànic havia rebut quatre impactes més que l'havien danyat greument. Mentre s'allunyava de l'escena de la col·lisió a la superfície, el Shakespeare va ser atacat repetidament per avions japonesos durant les vuit hores següents, patint més danys, abans que la foscor permetés al vaixell escapar cap a un lloc segur; un dels avions japonesos va ser abatut i dos altres probablement van resultar danyats pels canons del submarí.
El Shakespeare va patir greus danys, incloent-hi inundacions que van inutilitzar els seus motors principals, nombrosos forats al seu buc, danys als seus sistemes de guia i les seves ràdios avariades; quinze membres de la tripulació van resultar ferits en la combat, dos dels quals van morir a causa de les ferides els dies següents. Després de dos dies de navegació precària, a primera hora del 6 de gener, el Shakespeare es va trobar amb el submarí HMS Stygian, que el va escortar fins a un lloc segur; ajudat pels destructors HMS Raider i HMS Whelp, el Shakespeare va arribar al port de Tricomalee el 8 de gener. Remolcat per la corbeta HMS Rockrose, el Shakespeare va arribar a Colombo el 12 de febrer per ser reparat; Els recursos disponibles a la base cingalesa no permetien la reparació del resistent buc del submarí, i per tant la feina es va limitar a restaurar el sistema de propulsió i al que era suficient per permetre que el vaixell navegués cap al Regne Unit.
El vaixell va salpar el 23 de maig per tornar a casa a través del Canal de Suez i el Mediterrani, i va arribar a Portsmouth el 30 de juny; després de més inspeccions, el comandament naval britànic va decidir que les reparacions no eren econòmiques i el vaixell va ser donat de baixa. El buc va ser finalment venut per desballestar el 14 de juliol de 1946.

## Comandants
1. Lt. Michael Frederic Roberts Ainslie, DSC, RN	(10 d'abril de 1942 - 1 de març de 1944)
2. Lt. William Evan Ironside Littlejohn, DSC, RANVR (1 de març de 1944 - 6 de març de 1944)
3. Lt. David Swanston, DSC, RN (6 de març de 1944 - ?)[6]